# Pooredoce garyi
Pooredoce garyi är en kräftdjursart som beskrevs av Bruce 2009. Pooredoce garyi ingår i släktet Pooredoce och familjen klotkräftor. Inga underarter finns listade i Catalogue of Life.